# Mike Bookie
Michael Bookie (n.  Pittsburgh, Pensilvania el 12 de septiembre de 1904 - m. Camp Eglin, Florida, el 12 de octubre de 1944), conocido simplemente como Mike Bookie, fue un futbolista estadounidense. Jugaba como delantero y fue parte de la selección de fútbol de los Estados Unidos que obtuvo el tercer lugar en la primera Copa Mundial de Fútbol en 1930.

## Trayectoria
Bookie comenzó su carrera como deportista jugando al béisbol en las ligas menores en un equipo de Pittsburgh. Luego se jugó para varios equipos de fútbol amateur, entre ellos Jeannette F.C. en Pensilvania occidental, antes de fichar con el Boston Soccer Club de la American Soccer League en 1924. En enero de 1925 fichó con el Vestaburg SC, en donde jugó hasta el final de la temporada. En el otoño de 1925, regresó a la ASL, esta vez con los New Bedford Whalers. Sólo jugó cuatro partidos con este equipo. Entre febrero y abril de 1927 jugó para American Hungarian. En diciembre de 1929 pasó al Cleveland Slavia de la Mid-West Professional League. Bookie jugaba para Slavia cuando fue convocado para jugar la Copa Mundial de Fútbol de 1930 con Estados Unidos. Es posible que haya jugado para otros equipos de Cleveland antes de terminar su carrera con los Pittsburgh Silver Tops

## Clubes
| Club                     | País           | Año         |
| ------------------------ | -------------- | ----------- |
| Jeannette F.C. (amateur) | Estados Unidos |             |
| Boston Soccer Club       | Estados Unidos | 1924 - 1925 |
| Vestaburg                | Estados Unidos | 1925        |
| New Bedford Whalers      | Estados Unidos | 1925 - 1926 |
| American Hungarian       | Estados Unidos | 1927        |
| Cleveland Slavia         | Estados Unidos | 1929 - 1931 |
| Pittsburgh Silver Tops   | Estados Unidos |             |

## Selección nacional
Bookie fue parte de la selección de los Estados Unidos que disputó la Copa Mundial de Fútbol de 1930, pero no llegó a jugar ningún partido. Luego de que sel|Argentina eliminara a Estados Unidos en las semifinales, el equipo hizo una gira por Brasil y Uruguay. En el único partido oficial disputado en dicha gira (una derrota 4-3 frente a Brasil) fue que Bookie jugó el único partido internacional con los Estados Unidos.
Fue inducido al Salón de la Fama del Fútbol de su país en 1986.

### Participaciones en Copas del Mundo
| Mundial                        | Sede    | Resultado    |
| ------------------------------ | ------- | ------------ |
| Copa Mundial de Fútbol de 1930 | Uruguay | Tercer lugar |